# Jaime Polanía Puyo
Jaime Polanía Puyo (Garzón, Huila; 24 de noviembre de 1912- Bogotá; 5 de enero de 1976) fue un militar y político colombiano. Miembro del Ejército Nacional de Colombia

## Biografía
Nacido en Garzón (Huila). Ingreso a la Escuela Militar de Cadetes en 1930. Fue el primer comandante del Batallón Colombia, entre 1951 y 1953, enviado por el gobierno de Laureano Gómez a la guerra de Corea, donde dirigió la Operación Nómada, el 21 de octubre de 1951, fue herido en combate. Fue sucedido por Alberto Ruiz Novoa. En 1954 fue nombrado Representante  de Colombia a la Conferencia Política de Ginebra.  El 1 de mayo de 1956, fue ascendido a Brigadier General. Entre el 16 de abril de 1957 y el 10 de mayo de 1957, fue Gobernador del Valle del Cauca. Fue detenido temporalmente antes del juicio al General Gustavo Rojas Pinilla.  También fue miembro de la  Academia Colombiana de Historia.

## Obras
- Ensayo sobre historia militar (1940).[9]
- Entrevista entre Bolívar y San Martin.

## Condecoraciones y Homenajes
- Medalla de Servicios, entregada el 11 de octubre de 1945, por 15 años de servicio en el Ejército Nacional
- Medalla de Servicios en Guerra Internacional, entregada por el presidente de Estados Unidos, en julio de 1952 en el Comando General de las Naciones Unidas.[10]
- Condecoración “Al Merito” otorgada en 1954 por el Congreso de los Estados Unidos, como reconocimiento del trabajo realizado en Corea y en La Junta de Defensa Iberoamérica.[11]
- Orden de Boyacá, en el grado de “Comendador” entregada el 3 de agosto de 1950.
- Orden de Boyacá, ascenso militar del grado de “Comendador” a “Gran Oficial” otorgada el 22 de junio de 1956.
- Cruz Militar “Antonio Nariño”, otorgada el 22 de mayo de 1951.
- Orden del Mérito “General José María Córdoba” en el grado de “Comendador” otorgada el 29 de mayo de 1953, a “Gran Oficial” entregada el 13 de junio de 1956.
- Orden Naval “Almirante Padilla” en el grado de “Comendador” otorgada el 22 de julio de 1953, a “Gran Oficial” concedida el 14 de diciembre de 1956
- Orden Militar “Trece de Junio” en el grado de “Gran Oficial” dada el 13 de julio de 1956.
- Cruz del Mérito Aeronáutico “Antonio Ricaurte” en el grado de “Gran Oficial” dada el 22 de mayo de 1957. Además El Batallón Especial Energético y Vial de la Séptima División del Ejército Nacional San Carlos (Antioquia), lleva su nombre.[12]